# Adolf von Kleinsorgen

Adolf von Kleinsorgen (1834–1903). Photographie von Leopold Haase & Comp., Berlin. um 1874

Adolf von Kleinsorgen (* 5. Oktober 1834 in Schüren; † 14. April 1903 in Fulda) war Jurist und Mitglied des Deutschen Reichstags.

## Herkunft
Seine Eltern waren der 1846 in den preußischen Freiherrenstand erhobene Maximilian Friedrich Franz Joseph von Kleinsorgen (* 18. Dezember 1802; † 22. März 1890) und dessen Ehefrau Friedrike Charlotte von Schlechtendal (* 15. Oktober 1799; † 2. Juli 1875), eine Tochter des Botanikers Diederich Friedrich Carl von Schlechtendal. Der Abgeordnete Karl von Kleinsorgen war sein Bruder.

## Leben
Kleinsorgen besuchte das Gymnasium in Arnsberg bis 1853 und die Universitäten in Gießen und Bonn, wo er Rechtswissenschaften studierte. Er machte 1856 das Auskultator-, 1858 das Referendar- und 1862 das Assessor-Examen. 1866 wurde er zum Kreisrichter in Hechingen ernannt, später wurde er Landgerichtsrat. Von 1873 bis 1875 war er Mitglied des Preußischen Abgeordnetenhauses für den Wahlkreis Hohenzollern und von 1874 bis 1877 Mitglied des Deutschen Reichstags für den gleichen Wahlkreis. Er gehörte zur Fraktion des Zentrums.

## Familie
Kleinsorgen heiratet am 20. Mai 1875 in Dülmen Marie Antonie Franzisca Huberta Walburga von Spiessen (* 25. Juni 1855).